# Бунькова (Сорокинський район)
Бунько́ва (рос. Бунькова) — присілок у складі Сорокинського району Тюменської області, Росія.
Населення — 77 осіб (2010, 108 у 2002).
Національний склад станом на 2002 рік:
- росіяни — 80 %